# Schilf im Wind
Schilf im Wind (im Original Canne al vento) ist ein Roman der italienischen Schriftstellerin Grazia Deledda aus dem Jahr 1913, die u. a. für dieses Werk 1926 den Literaturnobelpreis erhielt.

## Personen
Die Damen Pintor: drei Schwestern Ruth, Noëmi und Esther (Lia ist bereits früher verstorben), die ein ehemals großes, aber heruntergekommenes Gut bewohnen.
Efix: ihr Knecht, der ohne jegliche Bezahlung einen Teil des Gutes bewirtschaftet.
Don Giacinto: Sohn von Lia, die vor langer Zeit vom Gut geflohen ist und auf das Festland zog.
Don Predu: Vetter der drei Schwestern, der auf seinen eigenen Vorteil und das Gut seiner Kusinen aus ist.

## Inhalt
1. Kapitel:
Der Knecht Efix erfährt vom Jungen Zuannanto, dass seine Herrinnen einen gelben Brief von ihrem Neffen Don Giacinto erhalten haben. Efix fürchtet, dass dieser Brief und sein Inhalt sich negativ für ihn auswirken könnte. Er erinnert sich an seine Herrinnen und deren heißblütigen Vater Don Zame: wie dieser seine Töchter unterjochte und für eine gute Heirat bewahren wollte, wie Lia weglief, auf dem Festland einen Kaufmann heiratete und Don Giacinto gebar und wie Don Zame bei der Suche nach Lia starb. Efix soll am folgenden Tag zu seinen Herrinnen kommen.
2. Kapitel:
Efix steigt zum baufälligen Hof seiner Herrinnen hinab. Die Nachricht von Don Giacinto kündigt dessen Kommen an. Die drei Schwestern sind – im Gegensatz zu Efix – nicht einhellig erfreut. Efix besucht mit Donna Esther die Messe und hat dabei die Vision einer „heilen Welt“ in seinem kleinen Universum. Anschließend besucht er die Geldverleiherin Kallina, bei der er – wegen mehrerer ausstehender Jahreslöhne bei seinen Herrinnen – Schulden hat. Er leiht sich bei ihr Geld und kauft sich davon eine Mütze.
3. Kapitel:
Don Giacinto erscheint nicht. Während alle sich auf einem Dorffest die Zeit vertreiben, träumt Noëmi von einem „volleren“ Leben und der Flucht Lias, bis sie zu deren damaligem Abschiedsbrief greift. In diesem Moment trifft Giacinto ein, den sie notgedrungen bewirtet. Er tritt forsch auf und erzählt, dass er eine Stelle in Nuoro antreten wolle. Noëmi bemerkt dabei, dass ihre Schwester Esther Giacinto einen Brief geschrieben hatte und von seiner Ankunft wusste.
4. Kapitel:
Das Dorffest verläuft öde, bis Giacinto mit Efix eintrifft. Giacinto macht Eindruck auf die Frauen, insbesondere auf Grixenda. Sie stört sich an der Magd Natòlia, die sich ihrerseits an Giacinto wirft; beim Tanz streiten sich die eifersüchtigen Frauen.
Giacinto erzählt Efix vom Reichtum auf dem Festland, inmitten dessen er sich nicht mehr wohlgefühlt habe. Völlig erschöpft kehren die beiden in Efix’ Hütte zurück.
5. Kapitel:
Beim noch immer andauernden Fest kommen sich Giacinto und Grixenda näher. Alle sind von Giacinto begeistert und loben ihn. Er ist spendabel, alle halten ihn für reich. Immer wieder wechselt die Stimmung des Festes zwischen freudig-jauchzend und schwermütig. Am Ende gesteht Giacinto Efix, dass er Grixenda heiraten will.
6. Kapitel:
Wenige Wochen nach dem Fest ist die Stimmung abgekühlt: Die alte Pottoi will wissen, ob Giacinto ihre Enkelin Grixenda heiratet. Efix macht sich Sorgen, weil Giacinto nichts arbeitet und das Geld mit vollen Händen ausgibt. Giacinto ist ebenfalls ernüchtert: Er fiebert, fühlt sich nicht gewollt. Er erzählt Efix von seinem Schicksal auf dem Festland, von seinem Betrug an einem Reeder und wie ihm dieser verziehen, ihm geholfen und die Fahrt nach Sardinien ermöglicht hat. Als Efix Don Predu mit einer Besorgung für die Damen Pintor betraut, halten diese Giacinto für den Auftraggeber und sind sehr zornig mit ihm.
7. Kapitel:
Die Schwestern eröffnen Efix, dass sie Giacinto loswerden wollen: Er spiele, fange Liebschaften an und sein Geld habe er von der Geldverleiherin Kallina. Efix sucht Kallina auf und bedroht sie, die ihm aber zudem noch von möglicherweise gefälschten Unterschriften berichtet. Er stellt deshalb Giacinto zur Rede und beschwört diesen, seinen Lebensweg zu überdenken. Giacinto gibt die Fälschungen zu.
8. Kapitel:
Giacinto geht nochmals zu Kallina, um sich Geld für seine Abreise nach Nuoro zu leihen. Kallina schenkt ihm das Geld. Unterwegs nach Hause kommt er bei Don Predu vorbei, wo er das Geld verspielt.
9. Kapitel:
Noëmi träumt gerade von ihrer Jugendzeit, als die Pottoi sie aufsucht und darum bittet, auf Giacinto einzuwirken. Noëmi verspricht, mit ihm über Grixenda zu reden. Kurz darauf überbringt der Gerichtsvollzieher ein Schreiben, in welchem Kallina von Giacinto eine hohe Summe Geldes binnen kurzer Frist verlangt. Es gibt nur noch die Möglichkeit, alles zu verkaufen und zu zahlen oder Giacinto ins Gefängnis zu schicken, da er die Summe mit gefälschten Wechseln erhalten hat. Da taucht Don Predu auf, der seit einiger Zeit Erbarmen mit den Schwestern hat und gewillt ist, ihnen zu helfen. Ruth verstirbt.
10. Kapitel:
Giacinto ist nun wieder unterwegs. Die alte Pottoi will wissen, wie das Schicksal ihrer Enkelin Grixenda weitergeht. Die beiden verbliebenen Schwestern machen Efix für alles verantwortlich. Dieser sucht Giacinto in Oliena auf, wo dieser einen Auftrag zu erledigen hat. Giacinto hat herausgefunden, dass Efix einst Don Zame, den Vater der Schwestern Pintor, getötet hat, und hält ihm dies vor.
11. Kapitel:
Wochen später hat Giacinto eine kärgliche Stellung in Nuoro gefunden. Efix besucht in seiner Not unterdessen Don Predu und bitte diesen, den Schwestern zu helfen. Beide diskutieren verschiedene Möglichkeiten, bis sich Efix schließlich bereit erklärt, seine Herrinnen zu bitten, sein kleines Gütchen an Don Predu zu verkaufen.
12. Kapitel:
Die Schwestern verkaufen Don Predu das Gütchen, Efix wird dadurch frei. Im kommenden Frühjahr äußert Don Predu den Wunsch, Noëmi heiraten zu wollen. Doch Noëmi, die heimlich Don Giacinto liebt, lehnt den Antrag, den Efix ihr überbringt, ab. Dieser ist dadurch niedergeschmettert und sieht alle seine Hoffnungen, das große Gut seiner Herrinnen zu retten, schwinden.
13. Kapitel:
Efix sucht Giacinto in Nuoro auf, wo dieser zufrieden in einer Mühle arbeitet. Efix drängt ihn, Grixenda zu heiraten, doch Giacinto lehnt ab. Efix trifft auf einen blinden Bettler, dessen Begleiter verstirbt, und bietet diesem an, ihn weiter zu begleiten.
14. Kapitel:
Efix und sein Begleiter gehen von Fest zu Fest, um zu betteln. Er sieht dies als seine Buße an, da sie auf ihrem Marsch Ablehnung und Spott ausgesetzt sind. Bei einem Streit mit anderen Bettlern erkennt Efix, dass sein selbst auferlegtes Büßertum verfehlt ist. Dennoch zieht er – nun mit zwei blinden Bettlern an seiner Seite – weiter.
15. Kapitel:
Efix trifft auf seiner Reise während einer Prozession Don Predu, der ihm Nachricht von seinen Herrinnen übermittelt. Efix lässt seine beiden Begleiter alleine weiterziehen und fühlt sich befreit und am Ende seines Büßertums angelangt. Er kehrt daher in sein Heimatdorf zurück, wo er von der bevorstehenden Heirat Giacintos und Grixendas erfährt.
16. Kapitel:
Efix kehrt zu seinen beiden ehemaligen Herrinnen Esther und Noëmi zurück und erzählt von seiner angeblichen Reise nach Amerika. Als die Sprache auf Don Predu kommt, reagiert Noëmi zunächst verärgert; noch in der Nacht stimmt sie aber einer schnellstmöglichen Heirat zu.
17. Kapitel:
Efix wird schwächer und verstirbt am Hochzeitstag von Noëmi und Don Predu.

## Motive
Der Roman spielt mit den zentralen Motiven der kargen Landschaft Sardiniens, der Armut, dem tiefen Aberglauben der Sarden und der Ehre.
Das Motiv der Beharrlichkeit findet sich im Titel wieder, der auf die Bibelstellen Jesaja 42,3 und Matthäus-Evangelium 12,20 anspielt: „Das geknickte Rohr wird er nicht zerbrechen, und den glimmenden Docht wird er nicht auslöschen.“
Efix (Efisio) ist einer der Heiligen der Stadt Cagliari.

## Ausgabe
- Grazia Deledda, Schilf im Wind. Roman, mit Nachwort von Federico Hindermann. Aus dem Italienischen von Bruno Goetz. Manesse, 1951, ISBN 978-3-7175-1814-3